# Avitaminoza
Avitaminoza (predpona a označuje odsotnost oz. pomanjkanje) je stanje organizma ob pomanjkanju vitaminov.
Vitamini in minerali so nujne sestavine zdrave prehrane. Če je prehrana pestra, je malo verjetno, da bi se pojavilo pomanjkanje teh hranil. Če pa se človek drži omejenih diet, lahko pride do pomanjkanja določenega vitamina ali minerala. Stroga vegetarijanska dieta ne dopušča uživanja mesa, in zato tem ljudem primanjkuje vitamina B12, ki je v živilih živalskega izvora. Po drugi strani pa ima lahko uživanje velikih količin vitaminskih ali mineralnih dodatkov brez zdravniškega nadzora škodljive in toksične učinke.